# Kuki (Saitama)
Kuki (久喜市, Kuki-shi) és una ciutat de la prefectura de Saitama, al Japó.
El març de 2016 tenia una població estimada de 154.539 habitants i una densitat de població de 1875 habitants per km². Té una àrea total de 82,41 km².

## Geografia
Kuki està situada a l'est de la prefectura de Saitama, envoltada completament per altres municipis de la prefectures.

## Història
Kuki fou fundada l'1 d'octubre de 1971. El 23 de març de 2010, Kuki annexà els pobles de Shōbu (del districte de Minami-Saitama), i els pobles de Kurihashi i Washimiya (del districte de Kita-Katsushika) fins a ocupar l'àreal actual.